# 65775 Рейкотоса
65775 Рейкотоса (65775 Reikotosa) — астероїд головного поясу, відкритий 18 вересня 1995 року.
Тіссеранів параметр щодо Юпітера — 3,364.
Названо на честь Рейко Тоси (яп. れいこ・とさ(土佐礼子) рейко тоса).